# Calumma guibei
Calumma guibei este o specie de cameleoni din genul Calumma, familia Chamaeleonidae, descrisă de Hillenius 1959. A fost clasificată de IUCN ca specie cu risc scăzut. Conform Catalogue of Life specia Calumma guibei nu are subspecii cunoscute.